# Кисанжи
Кисанжи (фр. Cussangy) насеље је и општина у североисточној Француској у региону Шампањ-Арден, у департману Об која припада префектури Троа.
По подацима из 2011. године у општини је живело 209 становника, а густина насељености је износила 9,77 становника/km². Општина се простире на површини од 21,39 km². Налази се на средњој надморској висини од 219 метара.

## Демографија
| 1962. | 1968. | 1975. | 1982. | 1990. | 1999. | 2011. |
| ----- | ----- | ----- | ----- | ----- | ----- | ----- |
| 263   | 282   | 258   | 225   | 209   | 199   | 209   |

График промене броја становника у току последњих година